# Schwedische Badmintonmeisterschaft 1974
Die Schwedische Badmintonmeisterschaft 1974 fand vom 1. bis zum 3. Februar 1974 in Stockholm statt.

## Medaillengewinner
| Disziplin    | Gold                           | Silber                           | Bronze                                |
| ------------ | ------------------------------ | -------------------------------- | ------------------------------------- |
| Herreneinzel | Sture Johnsson                 | Thomas Kihlström                 | Kurt Johnsson                         |
| Herreneinzel | Sture Johnsson                 | Thomas Kihlström                 | Claes Nordin                          |
| Dameneinzel  | Eva Stuart                     | Anette Börjesson                 | Karin Lindquist                       |
| Dameneinzel  | Eva Stuart                     | Anette Börjesson                 | Britt-Marie Larsson                   |
| Herrendoppel | Thomas Kihlström Bengt Fröman  | Sture Johnsson Gert Perneklo     | Willy Nilsson Lars Wengberg           |
| Herrendoppel | Thomas Kihlström Bengt Fröman  | Sture Johnsson Gert Perneklo     | Göran Boström Christian Lundberg      |
| Damendoppel  | Eva Stuart Britt-Marie Larsson | Karin Lindquist Kathryn Ekengren | Anette Börjesson Ewa Carlander        |
| Damendoppel  | Eva Stuart Britt-Marie Larsson | Karin Lindquist Kathryn Ekengren | Carlotte Karlsson Margareta Söderberg |
| Mixed        | Gert Perneklo Eva Stuart       | Bengt Fröman Karin Lindquist     | Willy Lund Britt-Marie Larsson        |
| Mixed        | Gert Perneklo Eva Stuart       | Bengt Fröman Karin Lindquist     | Tommy Theorin Lise Blomqvist          |